# Kohu
A kohu (革胡, gehu) a nyugati cselló és a hu-csin (huqin) kínai hangszerek egyfajta ötvözetét jelentő négyhúros vonós hangszer. Nevében a ge (革) szótag a forradalmiságára utal, a hu (胡) pedig a hangszertani besorolását adja (hu-csin (huqin), azaz vonós hangszer).
A kínai zenekarban a kohu (gehu) szerepe ugyanaz, mint a csellóé a nyugatiban. Nyakának formája, hangolása és játéktechnikája megegyezik a csellóéval, de a hangszer testét a egy kígyóbőrrel bevont kör vagy nyolcszög keresztmetszetű henger alakú fadoboz adja, így hangja nagyban eltér a csellóétól.
A hangszert az 1950-es évek során fejlesztették ki, hogy a kínai zenében is legyen olyan hangszer, amely nagy terjedelmet képes átfogni a hangskálán. Bár a kohu (gehu) hangja tiszta és gazdag, rendkívül sok hátránya van a hangszernek. Használat közben nagyon hamar elhangolódik, illetve hangossága nem igazán szabályozható, ezért fele olyan halk tud lenni, mint a cselló. Továbbá a kígyóbőr a nedvességre rendkívül érzékeny, ezért gondos ápolást vár el a hangszer. Manapság egyre kevesebb zenekarban használják, a kínaiak inkább áttérnek a cselló használatára.